# Curva del diablo (Perú)

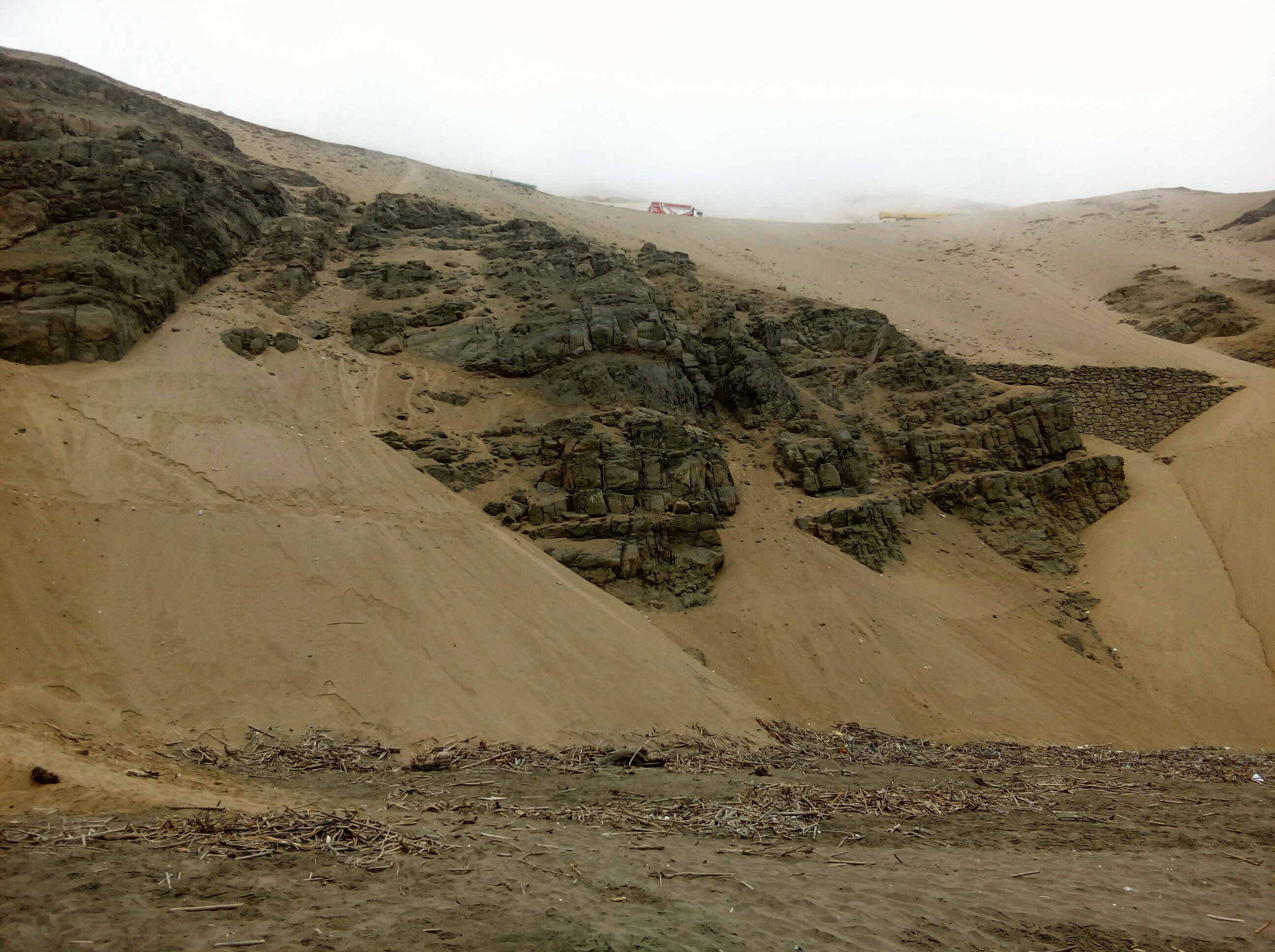
El serpentín de Pasamayo al norte de Lima, capital peruana. Una curva del diablo muy conocida a nivel nacional por su largo historial de accidentes fatales.

En Perú, se suele llamar curva del diablo a las áreas de autopistas y carreteras que se encuentran sobre una curva demasiada angosta, que puede estar a pies de una pendiente. Es lo equivalente a la «curva de la muerte» en otros países.

## Término
El primer registro del término se dio durante el conflicto de Bagua de 2009, en dicho contexto, los huelguistas se encontraban bloqueando la Ruta nacional PE-5N y la policía nacional en una intentona por dispersarlos, dieron inicio a una escalada de violencia entre ambos bandos que acabó con 23 policías y 10 huelguistas muertos. El área bloqueada era conocida como la «curva del diablo» por la peligrosidad que representaba pasarla en condiciones desfavorables como mal clima o exceso de velocidad, al hacer referencia al diablo de la tradición cristiana —Perú es un país de mayoría católica— se daba a entender de la posibilidad de encontrar la muerte de manera repentina en esa zona. Desde entonces el nombre comenzó a ser utilizado a nivel nacional para todo los sitios carreteros que representen un alto riesgo de pase.

## Registros de caminos
En todo Perú se registró caminos que fueron catalogados con esta denominación. El escritor Mario Vargas Llosa en su relato de 1967 llamado Los cachorros relata al serpentín de Pasamayo del Eje longitudinal PE-1, la curva del diablo más conocida en tiempos contemporáneos. En el serpentín ocurrió la tragedia del 2 de enero de 2018, uno de los accidentes de tránsito más graves según la historiografía peruana.
A continuación, los sitios donde se ha registrado por lo menos una «curva del diablo»:
- Villa El Salvador (carretera local)[8]
- Santiago de Chocorvos (carretera local)[9]
- Pasamayo (Ruta nacional PE-1)[10]
- Arequipa (Ruta interoceánica Brasil-Perú)[11]
- Puno (Ruta interoceánica Brasil-Perú)[12]
- Jauja (Ruta nacional PE-22)[13]
- Iquitos (Ruta departamental LO-103)[14]

## Internacionalización
Con el término exacto de curva del diablo, en México, se denomina a un sector llamado «La Pera» de la Carretera Federal 95 en el tramo de Ciudad de México-Cuernavaca. Así como autopistas locales en Orizaba (Veracruz) y Tlalnepantla de Baz (México).